# 耶律留哥
耶律 留哥（やりつ りゅうか、1165年 - 1220年）は、金朝に属した遼の宗室であり、のちに金に反乱を起こし、東遼政権を樹立した人物。妻は姚里氏。子は耶律薛闍・耶律善哥・耶律鉄哥・耶律永安ら。ペルシア語史料の『集史』「チンギス・カン紀」ではلیوکو（Liüge>līūkū）と表記される。

## 生涯

### モンゴル軍との協力
耶律留哥は元来金の北辺に居住していた。モンゴル帝国のチンギス・カンが漠北で勃興した際に、金は遼の遺民の反乱を警戒し、遼民1戸に対し女真民2戸で監視させる政策を採用した。これに不満を募らせた耶律留哥は、1212年（壬申）に隆安・韓州一帯で叛乱を起こした。この頃、アルチ・ノヤン率いるモンゴル軍が始めて遼西地方に入り、耶律留哥は自らの有する兵を差し出した上、矢を折ってモンゴル帝国に仕えることを盟約し、これを受けてアルチは「我は〔チンギス・カンの下に〕帰り、遼の征服は汝に任せるよう奏上しよう」と語ったという。
金は兵を発し追捕を試みたが、これらは全て耶律留哥により撃退されている。耶律留哥は同族の耶律耶的の軍と合流し、数カ月で十数万の軍勢を率いるに至った。衆人は耶律留哥を都元帥に、耶律耶的を副帥に推戴し遼東地区で大きな勢力を有するに至った。これに対し金は完顔胡沙・蒲鮮万奴による60万の軍隊で耶律留哥の討伐を計画した。耶律留哥はモンゴルに救援を求め、息子の耶律薛闍（セチェ）を人質に差し出した。耶律留哥はアルチ・孛都歓・阿魯都罕ら率いるモンゴル軍の支援を受けると、1213年2月に迪吉脳児（現在の遼寧省鉄嶺市昌図県付近）で金兵を迎え撃ちこれを撃破した。

### 東遼の成立
同年3月、耶律留哥は王を称し、国号を遼と定め、元統と改元した。これが後に東遼と称される政権である。王となった耶律留哥は姚里氏を皇后とし、弟の耶律廝不を郡王に、耶律坡沙・耶律僧家奴・耶律耶的・耶律李家奴らを丞相・元帥・尚書とし建国後の体制を固めた。しかし、同年中には勢いを宣宗に代替わりし盛り返した紇石烈桓端・奥屯襄軍によって一時敗れている。1214年、金が再度蒲鮮万奴率いる40万の軍勢を率いて侵入すると、耶律留哥は帰仁の北河で金兵を撃破、その勢いで遼東の州郡を占拠し都を咸平に定め中京と号した。
耶律留哥は石抹エセンらとともに1215年に金の東京（遼陽府）を平定して後、衆人より帝号を推戴されたがこれを拒否している。耶律留哥は秘密裏に耶律薛闍を漠北のチンギス・カンに派遣し、遼王に封じられている。しかしチンギス・カンは耶律留哥の副手である耶律可特哥が蒲鮮万奴の妻の李僊娥を娶っていることに不満を抱き、問責を検討した。この知らせを受けた耶律可特哥は自らの地位に不安を抱き、耶律廝不などと耶律留哥は既に死亡したと発表し、叛乱を起こした。
1216年、弟の耶律廝不は耶律乞奴・耶律金山・耶律青狗・耶律統古与らに推されて帝号を称し、国号を遼と定めた。これが後世に後遼と称される政権である。その後、耶律廝不は部下の耶律青狗に殺害されたものの、耶律金山・耶律統古与・耶律喊舎らが相継いで自立して高麗国内に逃れ、建国当初60万と号した東遼政権は大幅に勢力を縮小させた。1218年末、耶律留哥の要請に応じてモンゴル軍・契丹軍および大真国の連合軍は士兵10万を率いて高麗国内に入り、高麗国に協力して後遼政権を討伐することを申し出た。高麗との同盟関係を締結させることに成功したモンゴル軍は、1219年春に耶律喊舎の拠る江東城を陥落させ、耶律留哥は後遼に奪われた旧領民を再び勢力下に置いた。

### 死後
1220年、耶律留哥が死去した後は、モンゴルはその妻である姚里氏を摂政として、7年間も当地を統治させて、耶律留哥の嗣子で姚里氏の継子の耶律薛闍（1193年 - 1238年）の補佐をさせている。
後に耶律薛闍は、チンギス・カンの西征に従軍し、オゴデイ・カアンを救助するなどの功績を残した。しかし、耶律薛闍の生母は早世しており、亡父の後継者となる可能性は皆無だったという。これを案じた継母の姚里氏はわが子を差し置いて、薛闍を後継者とさせた。
オゴデイ・カアンのとき、耶律薛闍は南宋・高麗遠征に従軍し、度重なる歴戦によって、耶律薛闍は行広寧路都元帥府事に任じられ、1238年に46歳で没した。